# ماناوار
ماناوار (به انگلیسی: Manawar) یک زیستگاه انسانی در هند است که در ناحیه دهار واقع شده‌است.

## خصوصیات
ماناوار ۳۰٬۳۹۳ نفر جمعیت دارد و ۱۸۰ متر بالاتر از سطح دریا واقع شده‌است.